# Entosthodon mouretii
Entosthodon mouretii là một loài Rêu trong họ Funariaceae. Loài này được (Corb.) Jelenc mô tả khoa học đầu tiên năm 1952.